# 자인중학교
자인중학교(慈仁中學校)는 대한민국 경상북도 경산시 자인면 북사리에 있는 공립 중학교이다.

## 학교 연혁
- 1948년 8월 30일 : 자인농업초급중학교 6학급 설립인가
- 1948년 9월 21일 : 초대 석만주 교장 취임
- 1948년 10월 1일 : 자인공립농림초급중학교 개교
- 1950년 5월 5일 : 제1회 졸업식
- 1950년 9월 1일 : 자인중학교 9학급 개교
- 1971년 1월 29일 : 중학교 15학급 인가
- 2012년 3월 1일 : 스마트교육 선도학교
- 2019년 3월 1일 : 창업체험교육 연구학교(~2021.2.28)
- 2022년 9월 1일 : 제28대 계광현 교장 취임
- 2024년 1월 11일 : 제75회 졸업식(11명, 총 8,868명)
- 2024년 3월 4일 : 2024학년도 입학식(남 6명)

## 참고 자료
- 자인중학교 - 한국교육학술정보원 학교알리미